# Pilar Romero
María del Pilar Romero León (Caracas, Venezuela, 18 de septiembre de 1952-Caracas, Venezuela; 8 de octubre de 2016), más conocida como Pilar Romero, fue una actriz, guionista, escritora, dramaturga, docente, locutora y productora de televisión venezolana.

## Biografía
Recibió su formación literaria a través de dramaturgos tales como José Ignacio Cabrujas, Román Chalbaud, Salvador Garmendia, Julio César Mármol y Clemente de la Cerda. La también productora inició en 1967 su carrera en el teatro. Fue profesora de castellano, literatura y latín y egresada cum laude del Instituto Pedagógico de Caracas.
Tuvo participación en producciones de cine como El Rebaño de los Ángeles, de Román Chalbaud, y otras como El pez que fuma, Carmen, El rebaño de los ángeles, Adiós  Miami, Cangrejo 2, La generación Halley, entre otros. También participó en varios montajes del Grupo de Teatro Rajatabla, en el que estuvo más de 10 años, así como también del Ateneo de Valera, Grupo THEAOMAI, Ateneo de Caracas, Nuevo Grupo y Theja.
Pilar Romero realizó extensas obras y producciones emblemáticas como: Elizabeth, Historia de Amor en el 23 de enero, Mosquita muerta, Los muros del silencio, Toda mujer, Maite, Inmensamente tuya y Mi prima Ciela. Gran parte de estas producciones fueron realizadas por la televisora Radio Caracas Televisión, además que también trabajó para Venevisión y la televisora estadounidense en español Telemundo.
Como actriz, participó en diferentes telenovelas como Páez (su primer trabajo en un telenovela), La mujer de las 7 lunas Silvia Rivas, Residencia de señoritas y Sonia. También trabajo como animadora del programa Viva la Juventud, y posteriormente pasa a formar parte del equipo de guionistas de Soltera y sin compromiso, La fiera, Natalia de 8 a 9, Gómez y Chao Cristina.
Entre los reconocimientos que recibió destacan el premio Juana Sujo, como Mejor actriz de reparto (1974); Premio Municipal de Teatro, como Mejor actriz de reparto (1976); Premio Municipal de Cine, como Primera Actriz (1978); Orden Diego de Lozada en su Primera Clase, Municipalidad de Caracas (1997), y Medalla Honor al Mérito, Comité de acción social Simón Bolívar (2004).
Impulso proyectos como el sistema de Teatros Nacionales Juveniles de Venezuela (TNJV), Niños Actores de Venezuela (NAVE), y el Instituto Universitario de Teatro (IUDET) conocido hoy en día como UNEARTE.
Pilar Romero es madre del también actor César Román Bolívar Romero, procreado junto a su pareja sentimental, el director de cine venezolano César Bolívar. 
Se vio muy afectada en los últimos 17 años a causa de una enfermedad degenerativa de los vasos sanguíneos que se conoce como vasculitis, que le produjo diferentes afecciones en su organismo, como la pérdida de la visión, problemas auditivos y respiratorios, según informó su hijo en 2014. Esta enfermedad la llevó a la muerte. Falleció el 8 de octubre de 2016.

## Filmografía

### Televisión
| Año       | Título                        | Cadena     | Rol              |
| --------- | ----------------------------- | ---------- | ---------------- |
| 2009      | Libres como el viento         | RCTV       | Creadora         |
| 2007      | Mi prima Ciela                | RCTV       | Creadora, Actriz |
| 1999-2000 | Toda Mujer                    | Venevisión | Creadora         |
| 1988      | Sueño Contigo                 | Venevisión | Creadora         |
| 1987-1988 | Inmensamente Tuya             | Venevisión | Creadora         |
| 1986      | María José, oficios del hogar | Venevisión | Guionista        |
| 1982      | Chao Cristina                 | RCTV       | Guionista        |
| 1980      | Natalia de 8 a 9              | RCTV       | Guionista        |
| 1980      | Mi hijo Gabriel               | RCTV       | Guionista        |
| 1980      | Elizabeth                     | RCTV       | Creadora         |
| 1978      | La fiera                      | RCTV       | Guionista        |
| 1978      | Soltera y sin compromiso      | RCTV       | Guionista        |
| 1978      | Sonia                         | RCTV       | Actriz           |
| 1978      | Residencia de Señoritas       | RCTV       | Actriz           |
| 1977      | Silvia Rivas, divorciada      | RCTV       | Actriz           |
| 1976      | La mujer de las siete lunas   | VTV        | Actriz           |
| 1976      | Páez el centauro del llano    | VTV        | Actriz           |

### Cine
| Año  | Título                   | Nota                                     |
| ---- | ------------------------ | ---------------------------------------- |
| 2003 | La señora de Cárdenas    | Adaptación a película para TV. Guionista |
| 1986 | La generación Halley     |                                          |
| 1984 | Cangrejo II              |                                          |
| 1979 | La viuda de Montiel      | Hilaria                                  |
| 1979 | El Rebaño de los Angeles | Paula Mendez                             |
| 1977 | El pez que fuma          |                                          |